# Regge
La Regge est une rivière néerlandaise, située dans la province d'Overijssel.

## Géographie
La source de la Regge est située sur le domaine de Westerflier au sud-ouest de Diepenheim, dans la commune de Hof van Twente. Près d'Ommen, la Regge se jette dans l'Overijsselse Vecht.
On peut répartir la rivière en trois parties : la Regge supérieure (de Diepenheim à Rijssen), la Regge moyenne (de Rijssen à Hellendoorn) et la Regge inférieure (de Hellendoorn à Ommen). A Goor, la Regge supérieure passe sous le Canal de Twente.

## Histoire
À l'origine, le Buurserbeek faisait partie du bassin versant de la Regge. Toutefois, afin d'améliorer sa position de concurrence dans le transport fluvial vers la Twente et la Westphalie, la ville de Deventer a fait creuser le Schipbeek, altérant ainsi le cours du Buurserbeek.
À partir de 1894 la Regge a été canalisée pour diminuer le risque d'inondation de la région. Jusqu'en 1925, la rivière fut empruntée par les zompen, un type de bateau particulier, construits à Enter sur la rive droite de la Regge.

## Source
- (nl) Cet article est partiellement ou en totalité issu de l’article de Wikipédia en néerlandais intitulé « Regge » (voir la liste des auteurs).
- Longueur de Regge